# 1421

## أحداث
- تأسيس مدينة بالتسي وتقع حاليا في مولدوفا.
- تأسيس مسجد لارابانكا الأثري في غانا وهو أقدم مساجد غانا وأحد أقدم مساجد أفريقيا الغربية.

## مواليد
- 29 مايو - كارلوس الرابع ملك نافارا
- 6 ديسمبر - هنري السادس ملك إنكلترا (توفي 1471).
- 20 نوفمبر - هاجر إبراهيم ملكه جزر الواقواق
- 25 يوليو - هنري بيرسي (إيرل نورثمبرلاند الثالث)
- 6 ديسمبر - هنري السادس ملك إنجلترا

## وفيات
- 26 مايو - توفى السلطان محمد الأول العثماني.